# Walther von Moßner
Walther Reinhold Moßner, à partir de 1890 von Moßner, également Mossner (né le 19 février 1846 à Berlin et mort le 20 avril 1932 à Heidelberg) est un général de cavalerie prussien.

## Biographie

### Origine
Walther est le fils du banquier juif Jakob Wilhelm Mossner, seigneur d'Ulbersdorf (arrondissement d'Œls), et de sa femme Henriette Cäcilie, née Riese. Mossner est baptisé protestant à l'église Saint-Nicolas (de) le 26 avril 1846.

### Carrière militaire
En tant que cavalier, Moßner s'engage en 1865 dans le 7e régiment de hussards de l'armée prussienne à Bonn. Malgré le rejet des autres officiers, le roi Guillaume Ier se conforme au souhait du père de Walther
Distingué dans la guerre austro-prussienne, il prend part à la guerre contre la France en 1870/71, reçoit les deux classes de la croix de fer et est nommé adjudant à l'état-major général de la 22e brigade de cavalerie. En tant que major du régiment de hussards du Corps de la Garde à Potsdam, Moßner est élevé à la noblesse prussienne le 27 janvier 1890 à Berlin,. L'empereur Guillaume II le nomme son adjudant d'escadre en 1892. De 1896 à 1898, il est commandant du 3e brigade de cavalerie à Stettin. En 1899, Moßner fut promu major général et prit le commandement de la division de cavalerie de la Garde le 10 juin. Depuis le 18 mai 1901, il commande la 30e division d'infanterie. En avril 1903, il devient gouverneur de Strasbourg et à ce poste le 1er mars 1907 à la suite du régiment de hussards du Corps de la Garde. En janvier 1910, Mossner est récompensé de l'étoile des commandants de l'ordre de la maison royale de Hohenzollern et est mis à la disposition avec la pension légale.
Il est également, à partir de 1911, membre de la première chambre du Landtag d'Alsace-Lorraine, nommé par l'empereur. En mars 1914, Guillaume II lui décerne également l'ordre du Mérite de la couronne de Prusse.
Pendant la Première Guerre mondiale, Moßner est réaffecté comme officier réutilisé et agit en tant que général commandant du commandement général adjoint du 21e corps d'armée à Sarrebruck. Le 27 janvier 1918, le roi le fait chevalier de l'Ordre de l'Aigle noir.

### Famille
Moßner épouse en premières noces le 17 mars 1877 dans la paroisse militaire évangélique de Bonn Meta Giebert (née le 21 mai 1856 à Fray Bentos, Uruguay et morte le 13 août 1882 à Gmunden). Après le décès de cette dernière, il se marie le 12 décembre 1883 à Sondershausen Anna von Wolffersdorff (née le 12 avril 1859 à Sondershausen et morte le 21 novembre 1907 à Strasbourg). Elle est la fille du chambellan princier de Schwarzbourg-Sondershausen et du maître chasseur de la cour Adolf von Wolffersdorff et de Liddy Rath. Les enfants suivants sont nés de ces mariages, :
- Henriette Gertrud Meta Emma (née en 1878) mariée avec Ernst Levy von Halle (de)
- Guillaume George Robert (1878–1879)
- Robert Max Ferdinand (né en 1880)
- Elisabeth Liddy Hedwig Wanda (née en 1884)
- Ernest Adolf Karl Walter Anton (1886–1944)
- Anna Maria Martha Hedwig Klara (née en 1890)

## Distinctions
- Grand-croix de l'ordre de l'Aigle rouge avec feuilles de chêne et épées et avec épées sur l'anneau[10]
- Ordre de la Couronne de 1re classe[10]
- Croix de décoration de service prussienne[10]
- Ordre du Mérite militaire bavarois de 2e classe[10]
- Grand-croix de l'ordre du Griffon[10]
- Grand-croix de l'ordre d'Albert avec étoile d'or[10]
- Croix d'honneur de 2e classe de l'ordre de la Maison de Lippe[10]
- Croix d'honneur de chevalier de l'ordre de la Couronne de Wurtemberg[10]
- Commandant de 2e classe de l'ordre de Frédéric[10]
- Grand-croix de l'ordre de Léopold[10]
- Grand officier de l'ordre du Soleil levant[10]
- Commandeur de l'ordre des Saints-Maurice-et-Lazare[10]
- Grand-croix de l'ordre de la Couronne d'Italie[10]
- Grand-croix de l'ordre de François-Joseph[10]
- Ordre du Médjidié de 2e classe[10]